# Pimenta Bueno (ort)
Pimenta Bueno är en ort i Brasilien.   Den ligger i kommunen Pimenta Bueno och delstaten Rondônia, i den centrala delen av landet, 1 500 km väster om huvudstaden Brasília. Pimenta Bueno ligger 183 meter över havet och antalet invånare är 25 762.
Terrängen runt Pimenta Bueno är platt.
Omgivningarna runt Pimenta Bueno är huvudsakligen savann. Runt Pimenta Bueno är det glesbefolkat, med 13 invånare per kvadratkilometer.